# Raymond Pearl
Raymond Pearl (3 de junho de 1879 – 17 de novembro de 1940) foi um biólogo americano, considerado um dos fundadores da biogerontologia. Passou a maior parte de sua carreira na Universidade Johns Hopkins, em Baltimore. Pearl foi um escritor prolífico de livros, artigos e textos acadêmicos, bem como um empenhado divulgador da ciência. Ao falecer, estavam listadas 841 publicações em seu nome. Iniciou sua trajetória como eugenista, mas posteriormente tornou-se um crítico importante da eugenia. Também popularizou o conceito de capacidade de suporte populacional (carrying capacity), embora sem usar tal termo, e era um malthusiano preocupado com limites de recursos, além de crítico do consumo de massa.

## Início de vida
Pearl nasceu em Farmington, New Hampshire, em 3 de junho de 1879, filho de Ida May (McDuffee) e Frank Pearl, ambos de classe média alta. Desde pequeno, foi exposto a estudos de grego e latim, mas ao ingressar no Dartmouth College com 16 anos, interessou-se por biologia e graduou-se em Artes como o mais jovem de sua turma. Em Dartmouth, destacou-se como aluno exemplar e músico habilidoso. Em 1899, Pearl foi para a Universidade de Michigan, onde obteve Ph.D. em zoologia, estudando comportamento de planárias, além de investigar variação de peixes no Levantamento Biológico dos Grandes Lagos. Durante seu trabalho em um laboratório de zoologia, conheceu a futura esposa, Maude M. De Witt, com quem se casou em 1903. Em 1905 e 1906, viajaram ao exterior e atuaram na Universidade de Londres, Universidade de Leipzig e na Estação Biológica Marinha em Nápoles.
Em 1906, estudou sob Karl Pearson no University College, Londres, familiarizando-se com a biometria, que representava então uma resposta aos problemas de biologia, zoologia e eugenia. Ao retornar aos EUA, manteve-se interessado em biometria, mas acabou aderindo à genética mendeliana.

## Carreira
O interesse de Pearl por métodos estatísticos em biologia começou com Karl Pearson em Londres. De 1906 a 1907, foi instrutor na Universidade de Michigan; em seguida, em 1907, foi para a Universidade da Pensilvânia (instruindo zoologia). Um ano depois, tornou-se chefe do Departamento de Biologia da Main Agricultural Experiment Station na Universidade do Maine em Orono, onde pesquisou genética de aves domésticas. De 1917 a 1919, serviu como chefe da Divisão de Estatística da United States Food Administration. Em 1918, criou um departamento de estatística de laboratório ao ser convidado pela Universidade Johns Hopkins para ser Professor de Biometria e Estatística Vital.
Em 1920, foi eleito Fellow da American Statistical Association, tendo também presidido a associação. Era membro eleito da American Philosophical Society, da Academia Nacional de Ciências dos Estados Unidos e da Academia de Artes e Ciências dos Estados Unidos.

### O ataque de Wilson
Em 1929, o amigo de Pearl, William Morton Wheeler, prestes a se aposentar como Reitor do Instituto Bussey em Harvard, planejava a criação de um campo de biologia humana na instituição. Pearl era mencionado como possível sucessor, tendo muitos defensores ali. No entanto, o matemático Edwin Bidwell Wilson se opôs fortemente, por considerar os métodos matemáticos de Pearl "descuidados". Wilson acreditava que Pearl interpretava mal a matemática aplicada à biologia. Em 1925, Wilson havia solicitado auxílio a Pearl para pesquisas sobre câncer, mas este declinou. Em 1929, Pearl publicou um estudo relacionando a correlação negativa entre tuberculose e câncer, mas com falhas metodológicas. Wilson usou esse fato para atacar Pearl e impedi-lo de suceder Wheeler. O Conselho de Superintendentes de Harvard rejeitou a indicação de Pearl por estreita margem (10 a 9). Pearl permaneceu na Johns Hopkins até falecer.

### Eugenia, medicina, população e política
Pearl inicialmente compartilhava ideias eugenistas tradicionais, buscando empregar eugenia e biometria em medicina e saúde pública para compreender a hereditariedade humana.
Pearl fundou a Constitutional Clinic no Hospital Johns Hopkins e aderiu à medicina constitucional, focando em estudar as bases que predispõem a doenças. Mais tarde, em 1925, dirigiu o Institute of Biological Research na Johns Hopkins, combinando biometria, genética e medicina para investigar predisposição hereditária para tuberculose e hipertensão. Em tais estudos, registrava altura, peso, dominância lateral, medidas corporais, descrições físicas etc. Assim como Francis Galton, acreditava que raça desempenhava papel importante em características humanas e que a biologia genética melhoraria a saúde populacional no longo prazo. Embora fosse "quantitativo, objetivo e sistemático", suas classificações raciais eram influenciadas por preconceitos.
No fim dos anos 1920, Pearl rompeu com a eugenia. Em 1927, publicou The Biology of Superiority, texto marcante contra a eugenia, e tornou-se crítico de seus pressupostos básicos. Isso contribuiu para surgir a "reforma da eugenia" e o movimento de controle populacional.
Pearl foi membro do comitê consultivo da World Population Conference e colaborou na fundação da International Union for the Scientific Study of Population Problems. Preocupava-se com crescimento populacional e limites de recursos; suas pesquisas ajudaram a desenvolver a noção de capacidade de suporte.
A despeito de criticar eugenia, Pearl manteve relações relativamente boas com eugenistas proeminentes, fazendo declarações interpretadas como antissemíticas. Entre 1927 e 1932, Pearl e Alan Meyer colaboraram num dos primeiros consultórios de controle de natalidade dos EUA — o "Baltimore's Bureau for Contraceptive Advice". Pearl defendia o controle de natalidade, mas sob viés mais conservador e científico que o de Margaret Sanger.

### Interesses científicos
Pearl era um bioestatístico, um dos pioneiros a usar a matemática em genética de populações. Em 1915, publicou Modes of Research in Genetics, e em 1923, Introduction to Medical Biometry and Statistics, ambos influentes. Apesar de muito bem recebidos, alguns pontos geraram controvérsia, como sua afirmação equivocada de que acasalamento entre irmãos não aumentaria a homozigose.
Pearl tinha interesses variados em biologia: comportamento animal, crescimento populacional, alimentação e preços, comparações entre casamentos judaicos e cristãos, vegetarianismo etc. Nas décadas de 1920 e 1930, investigou como doenças, álcool e tabaco afetam a longevidade. Em Alcohol and Longevity (1926), argumentou que o consumo moderado poderia trazer benefícios cardiovasculares — algo polêmico em meio à proibição. Em seguida, propôs que o tabagismo encurtava a vida, enquanto beber não.
É reconhecido como um dos fundadores da biogerontologia. Em 1908, Max Rubner notou que mamíferos de diferentes tamanhos e longevidades apresentavam consumo metabólico similar. Inspirado por esse e por estudos de moscas-das-frutas expostas a diferentes temperaturas, Pearl desenvolveu a hipótese da taxa de vida (Rate of Living Hypothesis), relacionando maior longevidade a menor taxa metabólica. Pearl, assumindo o erro de Alexis Carrel de que células somáticas não envelheceriam, especulou que haveria um componente vital finito que seria consumido mais rapidamente em organismos de metabolismo acelerado.
A hipótese de Pearl, embora popular por quase 50 anos, apresenta problemas, por exemplo: ratos e morcegos têm metabolismos equivalentes, mas morcegos vivem diversas vezes mais. Estudos posteriores mostram que, controlando tamanho e filogenia, taxa metabólica não se correlaciona com longevidade.

### Morte
Pearl era conhecido por seu estilo de vida alegre, apreciador de comida, bebida, música e festas. Foi membro chave do Saturday Night Club, que incluía H. L. Mencken. Nem a Lei Seca reduziu seu hábito de beber.
Em 17 de novembro de 1940, Pearl visitou o zoológico de Baltimore e se queixou de dores no peito, falecendo ainda naquele dia.